# アンジェロ・イシ
アンジェロ・アキミツ・イシ（Angelo Akimitsu Ishi、1967年 - ）は、日本を拠点とするブラジル国籍の社会学者、武蔵大学教授。日系ブラジル人3世。

## 来歴
ブラジルのサンパウロ市生まれ。サンパウロ大学ジャーナリズム学科卒業。1990年に日本に留学、新潟大学大学院および東京大学大学院を経て、ポルトガル語新聞の編集長を3年間務めた。日伯の移民やメディアを研究する傍ら、ジャーナリストとしても活動する。また、日本の各地で日本人市民やブラジル人住民を相手に、国際交流や共生をテーマに数多くの講演を行う。NHKラジオジャパンのポルトガル語ニュースのアナウンサーも経験。2004年より武蔵大学専任講師、2010年より教授。

## 著書
- 『ブラジルを知るための55章』（明石書店、2001年）
- 『ブラジルを知るための56章（第2版）』（明石書店、2010年）

## 主なテレビ出演
- テレビ朝日「ビートたけしのTVタックル」2009年5月11日放送
- フジテレビ「世界行ってみたらホントはこんなトコだった!?」2011年6月4日、2011年10月30日放送
- 日本テレビ「世界まる見え!テレビ特捜部」2012年7月30日、2012年12月3日放送、2013年1月21日放送、2013年6月3日放送